# Ian Alistair Mackenzie
Pour les articles homonymes, voir Ian Mackenzie et Mackenzie.
Ian Alistair Mackenzie (27 juillet 1890-2 septembre 1949) est un homme politique canadien de la Colombie-Britannique. Il est député fédéral libéral de la circonscription britanno-colombienne de Vancouver-Centre de 1930 à 1948 . Il est ministre dans le cabinet du premier ministre Mackenzie King.
Il est aussi député libéral provincial de la circonscription de Vancouver de 1920 à 1928 et de North Vancouver de 1928 à 1930. 

## Biographie
Né à Assynt au sud-ouest du Sutherland en Écosse, Mackenzie étudie à Kingussie en Écosse. Il fréquente ensuite l'Université d'Édimbourg où il obtient un Master of Arts en 1911. Participant à la campagne National Insurance Act du chancelier de l'Échiquier David Lloyd George, cette initiative permettait la mise en place de prestations médicales et d'assurances-chômages. Il fréquente ensuite la School of Irish Learning (en) grâce à une bourse et lui permettant de traduire des documents en gaélique. Il retourne étudier le droit à l'Université d'Édimbourg et s'enrole dans le University Officers’ Training Corps et obtient un baccalauréat en droit en 1914. S'installant à Vancouver, il sert comme apprenti dans le cabinet Bodwell, Lawson and Lane.
Après avoir combattue pendant la Seconde Guerre mondiale, il retourne en Colombie-Britannique après le conflit et est admis au barreau de la province. Il ouvre un cabinet d'avocat avec son associé James Bruce Boyd en 1919. Après l'adhésion de Douglas Armour en 1922, le cabinet prend le nom d'Armour, Mackenzie and Boyd jusqu'en 1924.

## Politique provinciale
Mackenzie entame une carrière publique en siégeant comme député à l'Assemblée législative de la Colombie-Britannique dès 1920 (en) alors que Mackenzie, antiprohibitionniste et porte-parole de la Moderation League de la Colombie-Britannique, est élu avec les Libéraux dirigé par John Oliver qui était prohibitionniste et fait du sujet l'enjeu principal de la campagne. En tant que député, Mackenzie défend ardemment les intérêts des anciens combattants, combat pour des réformes sociales comme la mise en place de la semaine de travail de 48 heures et de la journée de travail de 8 heures, ainsi que la construction d'un campus pour l'Université de la Colombie-Britannique.
Bien qu'il défendait le droit de vote des vétérans canado-japonais ayant combattu dans le Corps expéditionnaire canadien et accordé en 1931, il exprime des sentiments mitigés envers les Asiatiques. Il s'exprime en faveur de l'expulsion des Asiatiques, car Mackenzie considérait que sur le plan économique, il n'est pas possible de les assimiler et sur le plan racial, il n'est pas possible de les assimiler. Il présente également une motion afin d'amender l'Acte de l'Amérique du Nord britannique sur cette question.

## Politique fédérale
Faisant le saut en politique fédérale en 1930, Mackenzie était pressentie pour devenir ministre de l'Immigration et de la Citoyenneté et Superintendant aux Affaires indiennes. Les Libéraux dans l'Opposition, il est élu à la Chambre des communes.
Lorsque les Libéraux reviennent au pouvoir en 1935, Mackenzie hérite du poste de ministre de la Défense nationale et s'active au réarmement de l'Armée canadienne dans un contexte de guerre à venir. Malgré le déclenchement de la Seconde Guerre mondiale en 1939, il est muté au poste de ministre de la Santé publique et des Pensions en raison de son rôle dans l'octroi d'un contrat au manufacturier Bren Gun et du scandale qui en résulte. Il devient ministre des Anciens combattants en 1944.
Parlementaire habile, Mackenzie occupe la fonction de leader du gouvernement à la Chambre des communes ce qui permit à Mackenzie King de se décharger de certaines responsabilités vu la pression exercée par la gestion de la guerre.
Durant la guerre, Mackenzie contribue au sentiment antijaponais en Colombie-Britannique entre autres avec des slogans comme No Japs from the Rockies to the seas. En tant que membre important du cabinet, il joue un rôle dans l'établissement de camps d'internement des Japonais-canadiens.
En 1947, il est nommé au Conseil privé impérial avec plusieurs autres membres du cabinet. Cette nomination lui permet d'utiliser le titre de Le très honorable. 
Nommé au Sénat du Canada en 1948, il meurt un an et demi plus tard.

## Archives
Le fonds d'archives Ian Mackenzie est disponible à Bibliothèque et Archives Canada